# Humppa United
Humppa United — это альбом финской группы Eläkeläiset, выпущенный в 2008 году. Группа известна своим уникальным стилем, который сочетает финскую народную музыку (хумпа) с элементами панка и ска. В альбоме представлены кавер-версии известных песен, переработанных в стиле хумпа, часто с юмористическим и ироничным подходом. Некоторые песни включают элементы сатиры и пародии.
История альбома начинается с того, что группа продолжила свою музыкальную традицию — они берут популярные композиции и трансформируют их в финский хумпа. Это весёлое сочетание фольклора, панка и ска сделало альбом популярным среди поклонников нестандартной музыки. На альбоме можно услышать кавер-версии таких песен, как "Kill the Poor" (Dead Kennedys), "Boys from Nowhere" (Turbonegro) и "My Girl" (Smokey Robinson), которые были адаптированы в типичный для группы хумпа-стиль.

## Список композиций
1. «Humppa tanaan (Dead Kennedys — Kill the poor)» — 3:22
2. «Humppakasanova (Disco Ensemble — Drop Dead Casanova)» — 3:48
3. «Kukkuu-ukot (Turbonegro — Boys from nowhere)» — 3:27
4. «Humppamuoti (Hanoi Rocks — Fashion)» — 2:52
5. «Äkäinen eläkeläinen (Tom Robinson — Sing If You’re Glad To Be Gay)» — 4:08
6. «Humppamissi (The Damned — Hit or miss)» — 2:00
7. «Puliukko (Sam the Sham & the Pharaohs — Wooly Bully)» — 2:12
8. «Mummo (Smokey Robinson — My Girl)» — 3:18
9. «Humppakeksi (Van Morrison — Domino)» — 3:35
10. «Vaivaistalossa (Amorphis — House of sleep)» — 3:35
11. «Humppaholisti (Pixies — Holiday song)» — 2:05
12. «Humppapuoskari (Apocalyptica — I’m not Jesus)» — 2:55
13. «Humppatähti (Karl Bartos — 15 minutes of fame)» — 3:01
14. «Humppaviikot (Hard-Fi — Living for the weekend)» — 3:19
15. «Tajuton humppa (XTC — Making Plans for Nigel)» — 3:52
16. «Humppatauti (The Nits — In The Dutch Mountains)» — 3:00